# Cleistanthus stenonia
Cleistanthus stenonia är en emblikaväxtart som först beskrevs av Henri Ernest Baillon, och fick sitt nu gällande namn av Eugene Jablonszky. Cleistanthus stenonia ingår i släktet Cleistanthus och familjen emblikaväxter. Inga underarter finns listade i Catalogue of Life.